# 5802-es mellékút (Magyarország)
Az 5802-es mellékút egy majdnem 12,5 kilométeres hosszúságú, négy számjegyű mellékút Baranya vármegye területén; Baksa községtől húzódik Szentlőrinc keleti részéig.

## Nyomvonala
Baksa központjában ágazik ki az 5801-es útból, annak a 14+700-as kilométerszelvénye közelében, észak felé; ugyanabba a kereszteződésbe betorkollva ér véget az 5812-es út, amely dél felől húzódik idáig, Ócsárd irányából. Alig negyed kilométeren keresztül húzódik belterületen, Szőlő utca néven, de még majdnem a második kilométeréig baksai területen marad.
Pécsbagota a következő, útjába eső település, melynek első házait, egy éles kanyarokkal tűzdelt szakaszán túljutva, mintegy 4,4 kilométer után éri el; rövid, kevesebb, mint fél kilométernyi szakasza a Kossuth Lajos utca nevet viseli. Északnyugati irányban lép ki a községből, 5,6 kilométer után pedig már Szabadszentkirály határai közt húzódik. E község déli szélét a hetedik kilométere előtt éri el, a Petőfi Sándor utca nevet felvéve, ugyanott kiágazik belőle délnyugat felé a zsáktelepülésnek tekinthető Velénybe vezető 58 148-as számú mellékút. A falu északi részén, 7,9 kilométer után még egy elágazása következik: az 58 123-as számú mellékút lép ki belőle nyugat felé, ez a szintén zsákfalu Gerdére vezet.
Nagyjából 8,5 kilométer után hagyja maga mögött Szabadszentkirály belterületének északi szélét, 9,3 kilométer után pedig eléri Szentlőrinc déli határát. Egy darabig a határvonalat kíséri, de még a tizedik kilométerének elérése előtt teljesen a város területére lép. A 11. klilométere után egy kereszteződéshez érkezik: 1970 előtt ezen a keresztező úton vezetett a 6-os főút nyomvonala. Ma már csak a nyugati irány minősül országos közútnak, 5817-es útszámozással – ez Tarcsapusztán át a város központjába vezet –, a kelet felé vezető irány pedig lényegében zsákutcává vált, csak mezőgazdasági célokat szolgál. Pár száz méterrel ezután az út szintben keresztezi a Budapest–Pécs-vasútvonal és a Murakeresztúr–Szentlőrinc-vasútvonal közös szakaszának vágányait, nem sokkal ezután pedig véget is ér, beletorkollva a 6-os főútba, annak a 213+250-es kilométerszelvénye közelében.
Teljes hossza, az országos közutak térképes nyilvántartását szolgáló kira.kozut.hu adatbázisa szerint 12,441 kilométer.

## Története
A Kartográfiai Vállalat 1970-es kiadású Magyarország autótérképe az utat már teljes hosszában kiépített, szilárd burkolatú (pormentes) útként tünteti fel. Ugyanezen kiadó 1990-ben megjelent Magyarország autóatlaszában nem pormentes, csupán portalanított jelöléssel szerepel (pormentesként feltüntetett szentlőrinci szakasza kivételével).

## Települések az út mentén
- Baksa
- Pécsbagota
- Szabadszentkirály
- Szentlőrinc